# Delowo
Delowo (kaszub. Délowò) – kolonia w Polsce, położona w województwie pomorskim, w powiecie kartuskim. w gminie Stężyca.
Miejscowość leży na Kaszubach, na terenie Kaszubskiego Parku Krajobrazowego, nad Jeziorem Stężyckim. Kolonia wchodzi w skład sołectwa Stężyca.
| SIMC    | Nazwa       | Rodzaj                     |
| ------- | ----------- | -------------------------- |
| 0174154 | Kucborowo   | część kolonii (do 2023 r.) |
| 0174160 | Pażęce      | część kolonii (do 2023 r.) |
| 0992160 | Przymuszewo | część kolonii              |
| 0174177 | Śnice       | część kolonii (do 2023 r.) |
| 0174183 | Zdrębowo    | część kolonii (do 2023 r.) |

W latach 1975–1998 miejscowość administracyjnie należała do województwa gdańskiego.
Delowo 31 grudnia 2011 r. miało 17 stałych mieszkańców.